# سد إيغيل أمدة
سد إيغيل أمدة أو سد خراطة هو سد مائي من الخرسانة بطول 2 كـم (1 ميل) يقع في قرية إيغيل أمدة ما بين بلدية خراطة وبلدية ذراع القايد قرب أخدود خراطة [الفرنسية] على وادي أقريون في دائرة خراطة بولاية بجاية في الجزائر. شيد ما بين 24 أوت 1949م و26 فيفري 1953م، ويستعمل أساسا في توفير ماء الشرب وماء الري.

## الوصف
كانت بداية أشغال سد إيغيل أمدة بتاريخ 24 أوت 1949م من طرف الاحتلال الفرنسي للجزائر لتدوم خمس سنوات حتى بداية الخدمة بتاريخ 26 فيفري 1953م.
ويبلغ حجم المياه الممكن تخزينها في «سد إيغيل أمدة» قبل التوحل قيمة 154,000,000 م3 (201,424,395 ياردة3).

## فوائد السد
تتمثل فائدة سد إيغيل أمدة، بالإضافة إلى توفير مياه الشرب والري، في تشغيل محطة توليد الكهرباء بواسطة الطاقة الكهرمائية في بلدية درقينة.
كما يُعتبر ذا أهمية كبيرة فيما يخص اقتصاد الجزائر وولاية بجاية وما حولها من ولايات الجزائر.
وقد بلغ حجم المياه المخزنة في السد خلال سنة 2006م ما مقداره 102,000,000 م3 (133,410,963 ياردة3) أي ما يمثل 66,23 % من حجم التخزين الأقصى.
ويسمح هذا السد بضبط تدفق المجرى المائي [الفرنسية] في وادي أقريون أثناء تشبع المجرى المائي [الفرنسية]، بالإضافة إلى الفائدة البيئية المترتبة عن وجود هذا المسطح المائي المساعد على تكاثر وتطور التنوع الحيوي.

## محطة كهرباء درقينة
تقوم مياه سد إيغيل أمدة بتشغيل محطة توليد الكهرباء بواسطة الطاقة الكهرمائية في بلدية درقينة، مدعومة بمياه سد إغزر أوفتيس الواقع في قرية إغزر أوفتيس.
وكانت هذه المحطة الكهربائية تغطي حوالي 40 % من احتياجات الطاقة الكهربائية في الجزائر إلى غاية عقد 1970م.
وقد لعبت محطة كهرباء درقينة دورا هاما بواسطة سد إيغيل أمدة وسد إغزر أوفتيس وسد شعبة الآخرة في تزويد الجزائر بالكهرباء أثناء انقطاع الطاقة الشامل الذي حدث في 3 فيفري 2003م.

## المستجمع المائي
تبلغ مساحة المستجمع المائي الذي يمون «سد إيغيل أمدة» ما قيمته 652 كـم2 (252 ميل2).
كما أن الارتفاع المتوسط لهذه المنطقة الرطبة هو 750 م (0.466 ميل).
ويصل قياس هطول المطر [الفرنسية] المتوسط في هذا المستجمع المائي ما قيمته 790 مـم (31 بوصة).
ويصل تدفق المجرى المائي [الفرنسية] المتوسط في وادي أقريون وهذا المستجمع المائي ما قيمته 5.8 م3/ث (7.6 ياردة3/ث).
أما بالنسبة لمعامل كروب [الإنجليزية] فيصل إلى قيمة متوسطة تتراوح بين 150 و300.

## التوحل
لا يعاني «سد إيغيل أمدة» من مشكل تجمع الوحل في قاعه بسبب كون إنشائه في 1953م قد زوده بأجهزة خاصة لتفادي توحله ونقص حجم تخزين المياه فيه.
وهذه الأجهزة هي بطاريات صمامات وصمامات صغيرة مثبتة مباشرة في أسفل السد.

## جدار السد
يبلغ ارتفاع جدار السد في «سد إيغيل أمدة» ما مقداره 75 م (0.047 ميل).
كما يبلغ عرض هذا الجدار قيمة 710 م (0.441 ميل)، وذلك تبعا لتصميم المهندسين قبل إنجاز السد من أجل تفادي تشقق وانهيار المنشأة في حال حدوث زلازل بحكم وقوع بلدية خراطة في منطقة خطر زلزالي [الفرنسية].

## الموقع
يقع «سد إيغيل أمدة» غير بعيد عن وادي أقريون في ولاية بجاية على بعد 5 كلم إلى الجنوب من سد شعبة الآخرة، على بعد 51 كلم إلى الجنوب الغربي من ميناء بجاية، وعلى بعد 26 كلم إلى الغرب من وادي أماسين وعلى بعد 11 كلم إلى الجنوب الشرقي من وادي الصومام.
وهذا الموقع الرائع في جبال جرجرة المطلة على حوض الصومام، يجعل منه موقعا استراتيجيا مقابلا للطريق الوطني رقم 9.
ويقع «سد إيغيل أمدة» على بعد 49 كلم إلى الجنوب الغربي من مدينة بجاية، ويطل على وادي الصومام.
ويوجد هذا السد قرب مرتفعات منطقة القبائل.

## التنزه والترفيه
يقصد سكان بلدية خراطة وبلدية ذراع القايد ضفاف «سد إيغيل أمدة» من أجل السباحة والتنزه والاستجمام.
كما يقصد سكان البلديات والولايات المجاورة هذا المكان من أجل السباحة والغطس والإبحار في القوارب.
كما يتم تناول الطعام في الهواء الطلق تحت ظل أشجار الزيتون، والمشي على الأقدام على طول ضفاف السد.

## صيدالأسماك
تمت تهيئة أماكن في ضفاف «سد إيغيل أمدة» من أجل السماح بتطوير مهنة الصيد الهاوي لأسماك المياه العذبة.
فالاستغلال الاقتصادي الناجع لهذه المنشأة اقتضى دعم تربية الأسماك في مياه السد كالشبوط الشائع والوراطة.

## مخاطر السد
يمثل «سد إيغيل أمدة»، مع سد تيشي حاف وسد إغزر أوفتيس، مصدر خطر على المواطنين الذين يقصدونه للاستجمام والتنزه والسباحة والإبحار بالقوارب.
ذلك أن نقص مراكز الحماية المدنية الجزائرية على مستوى هذه السدود لمراقبة المواطنين وحراسة المنشآت يجعل هذه المواقع مصدر خطر على المتنزهين والسباحين.

## مكتبة الصور

موقع بلدية خراطة
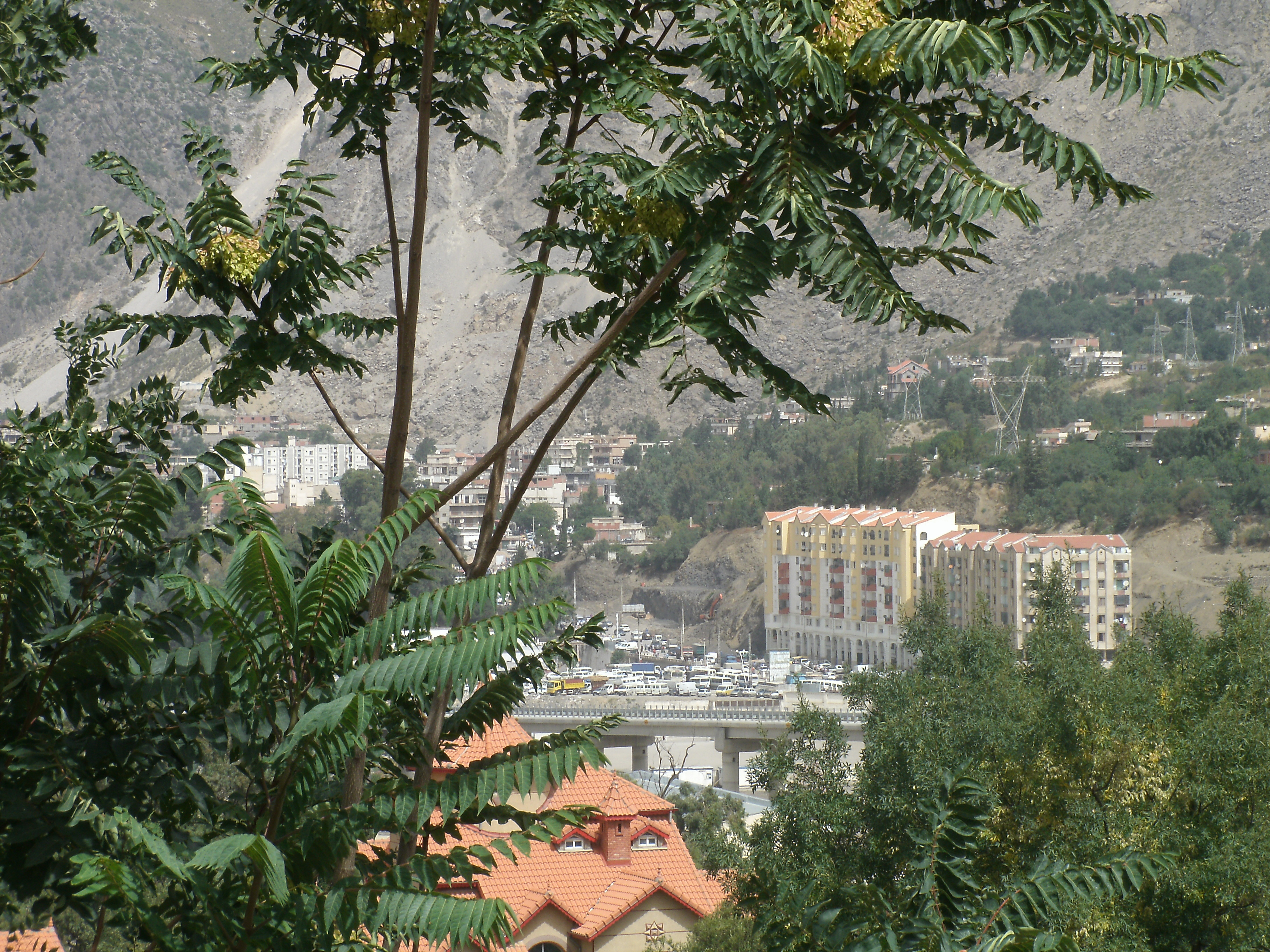
بلدية خراطة
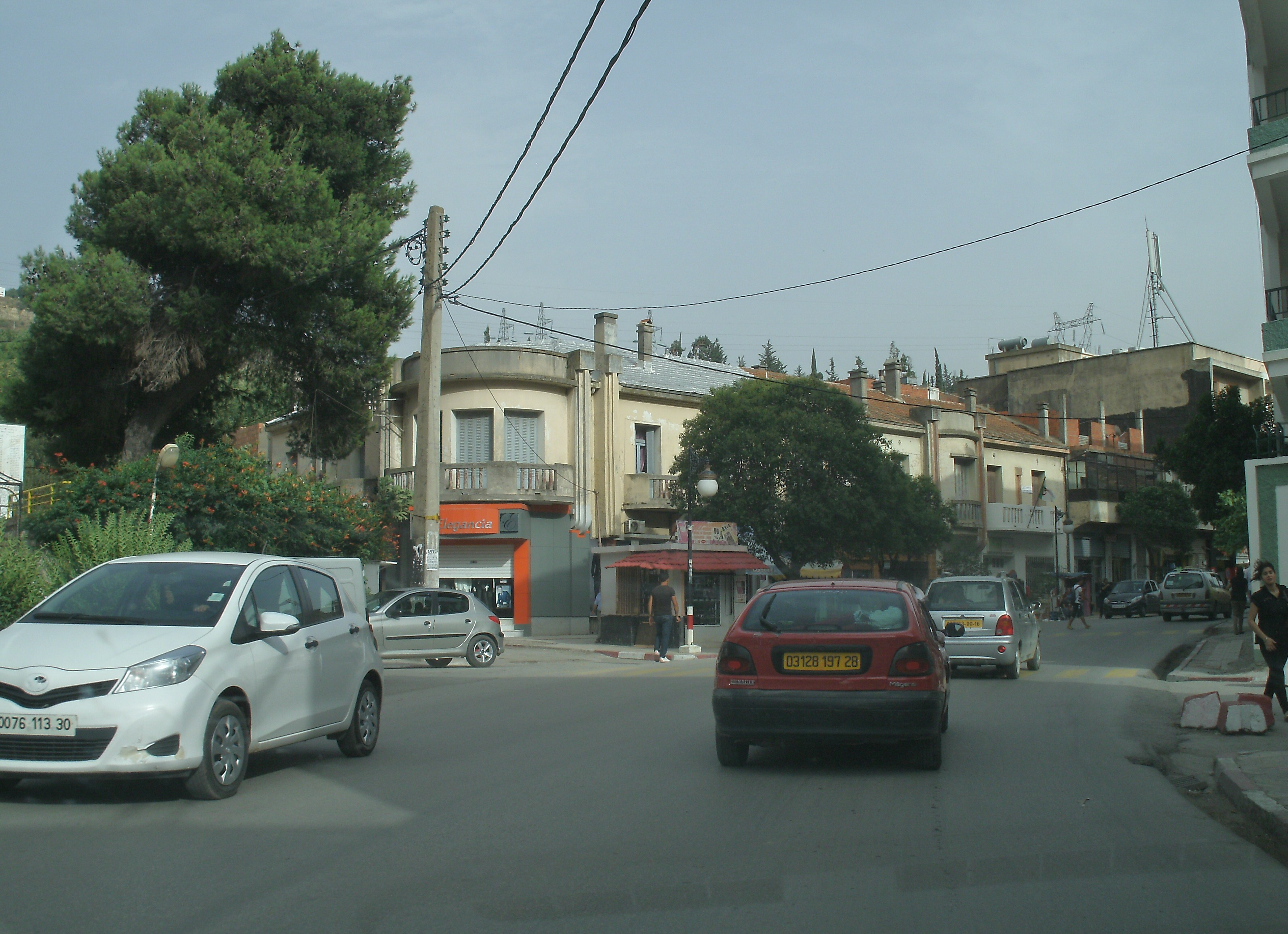
مدينة خراطة
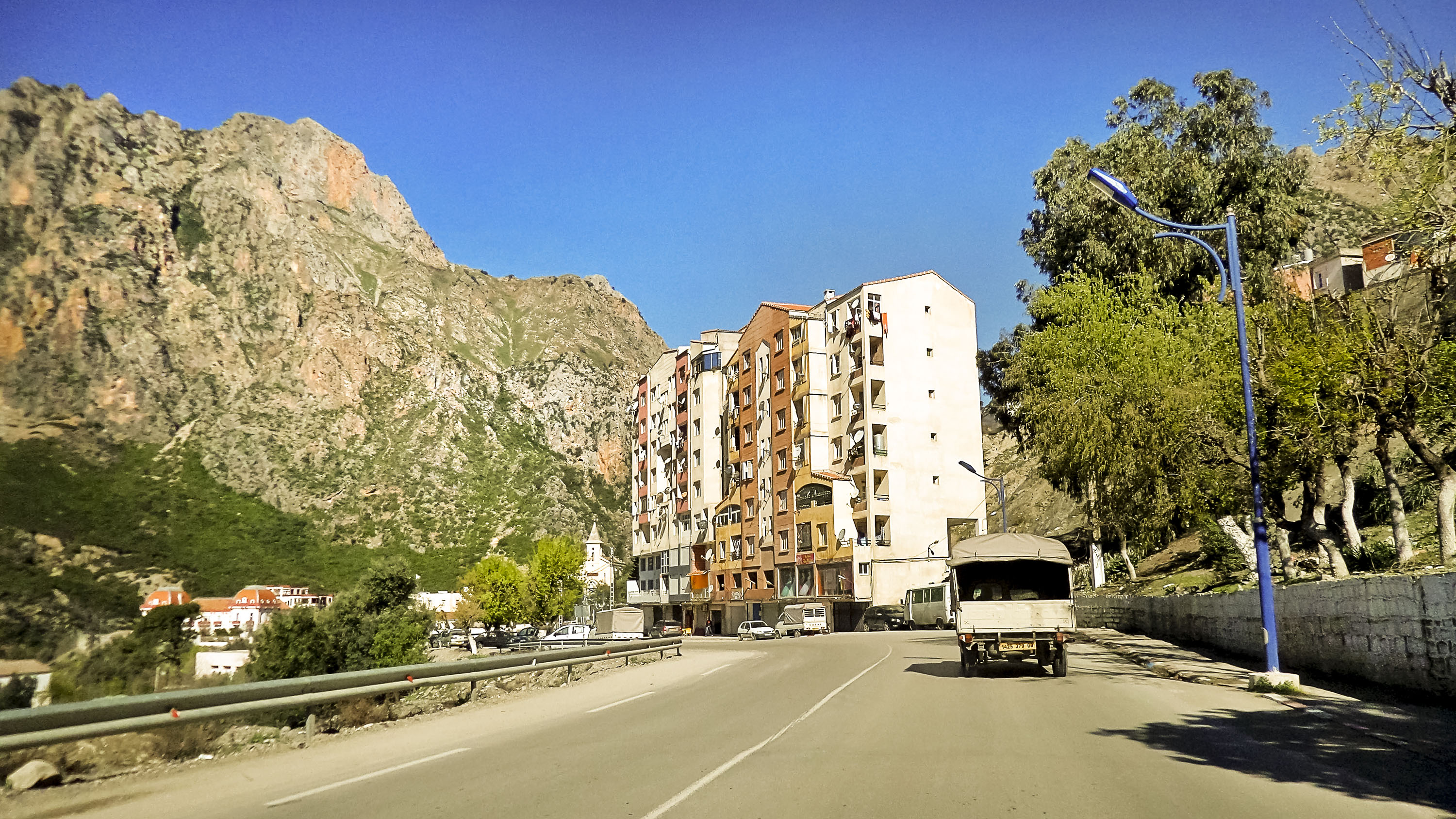
مدينة خراطة
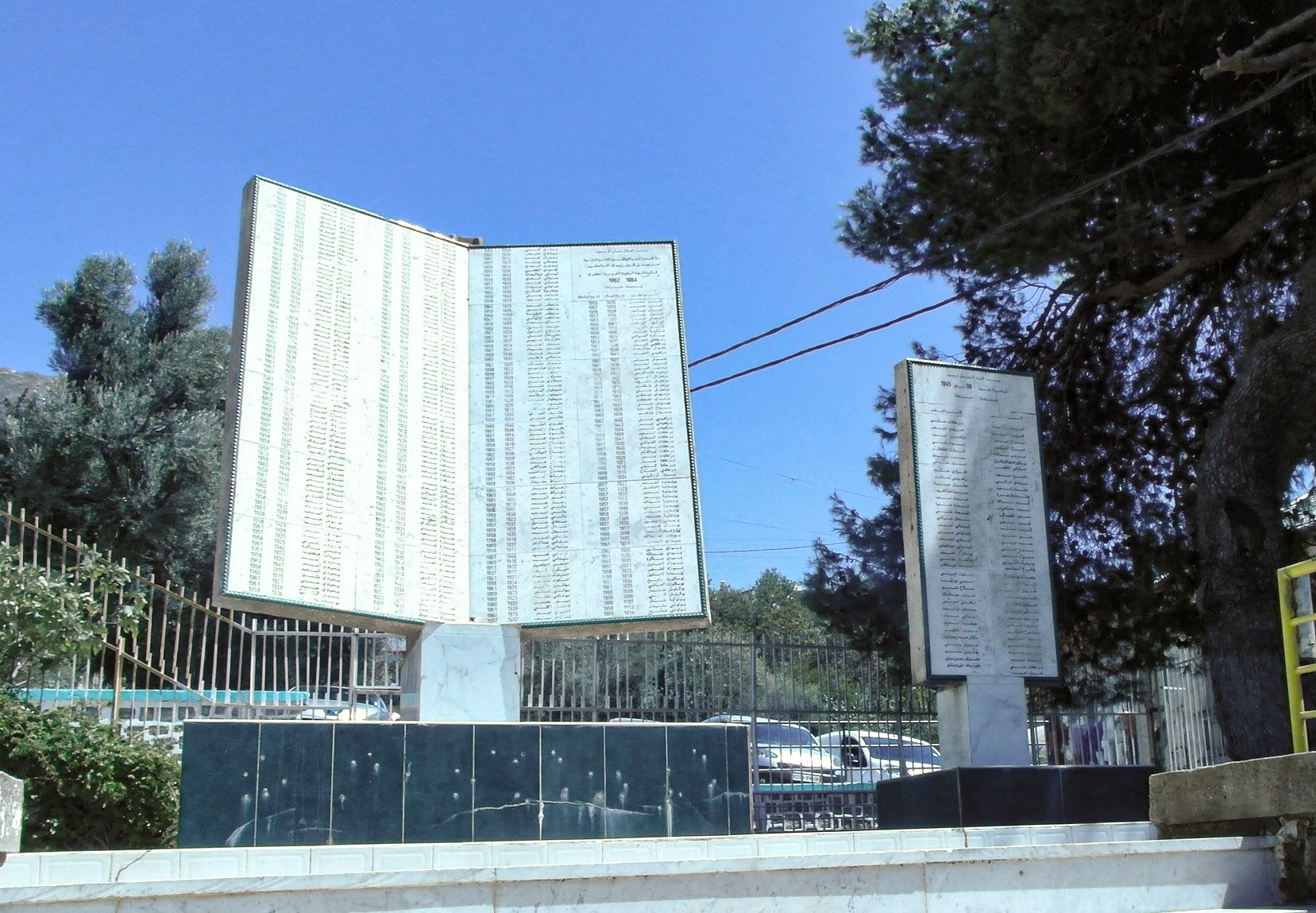
مدينة خراطة
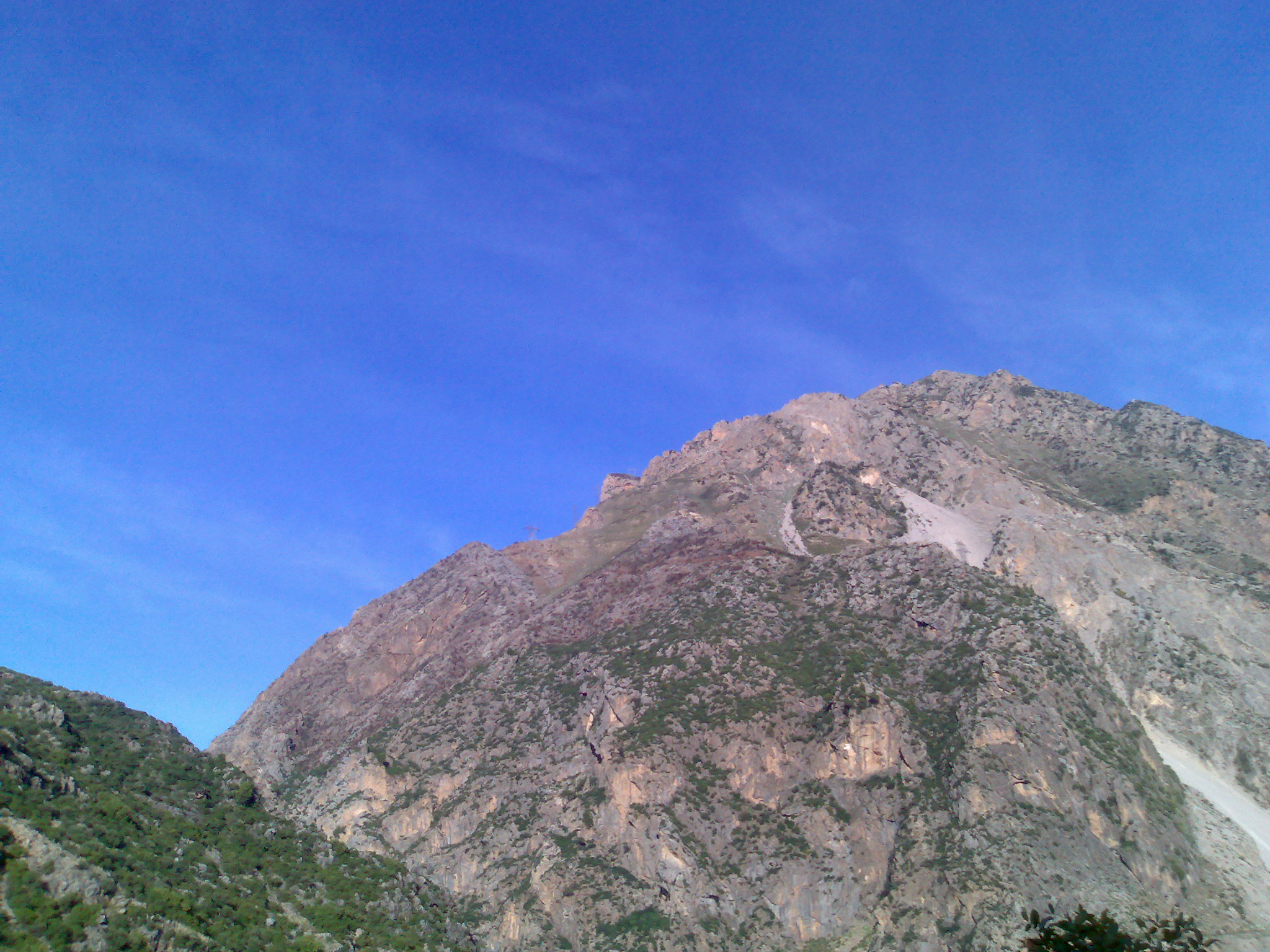
جبل خراطة
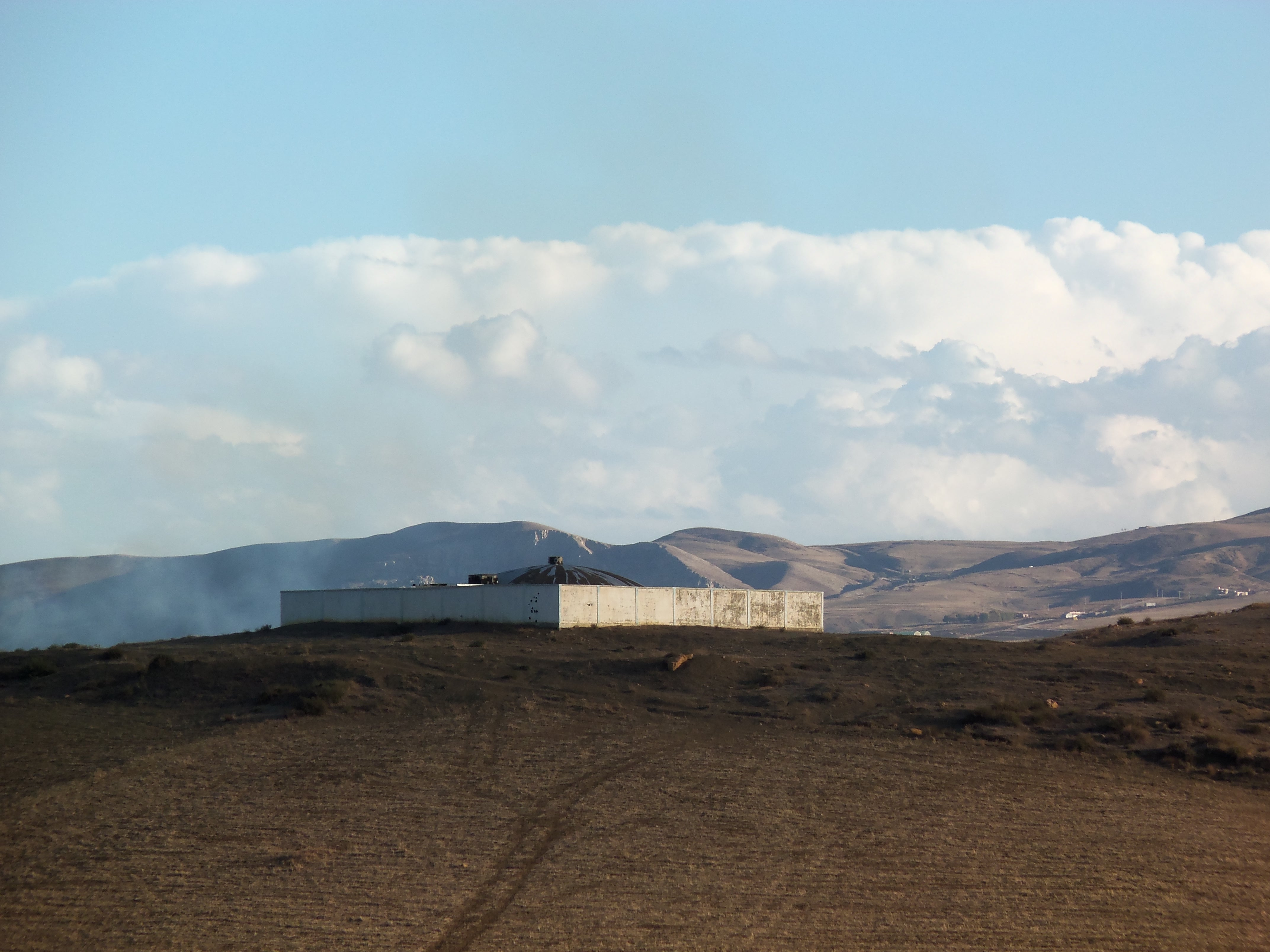
منطقة خراطة
موقع بلدية ذراع القايد
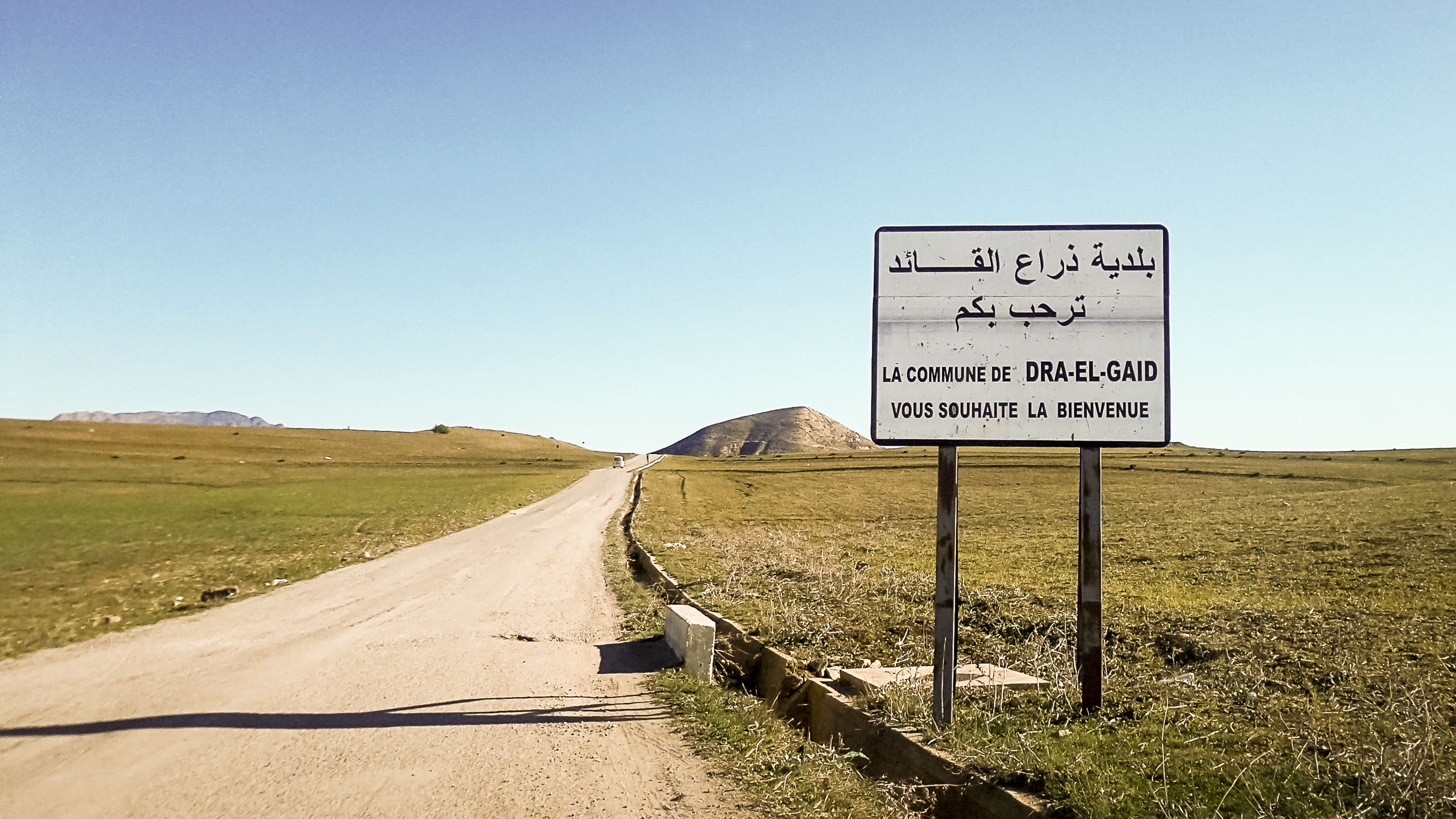
بلدية ذراع القايد
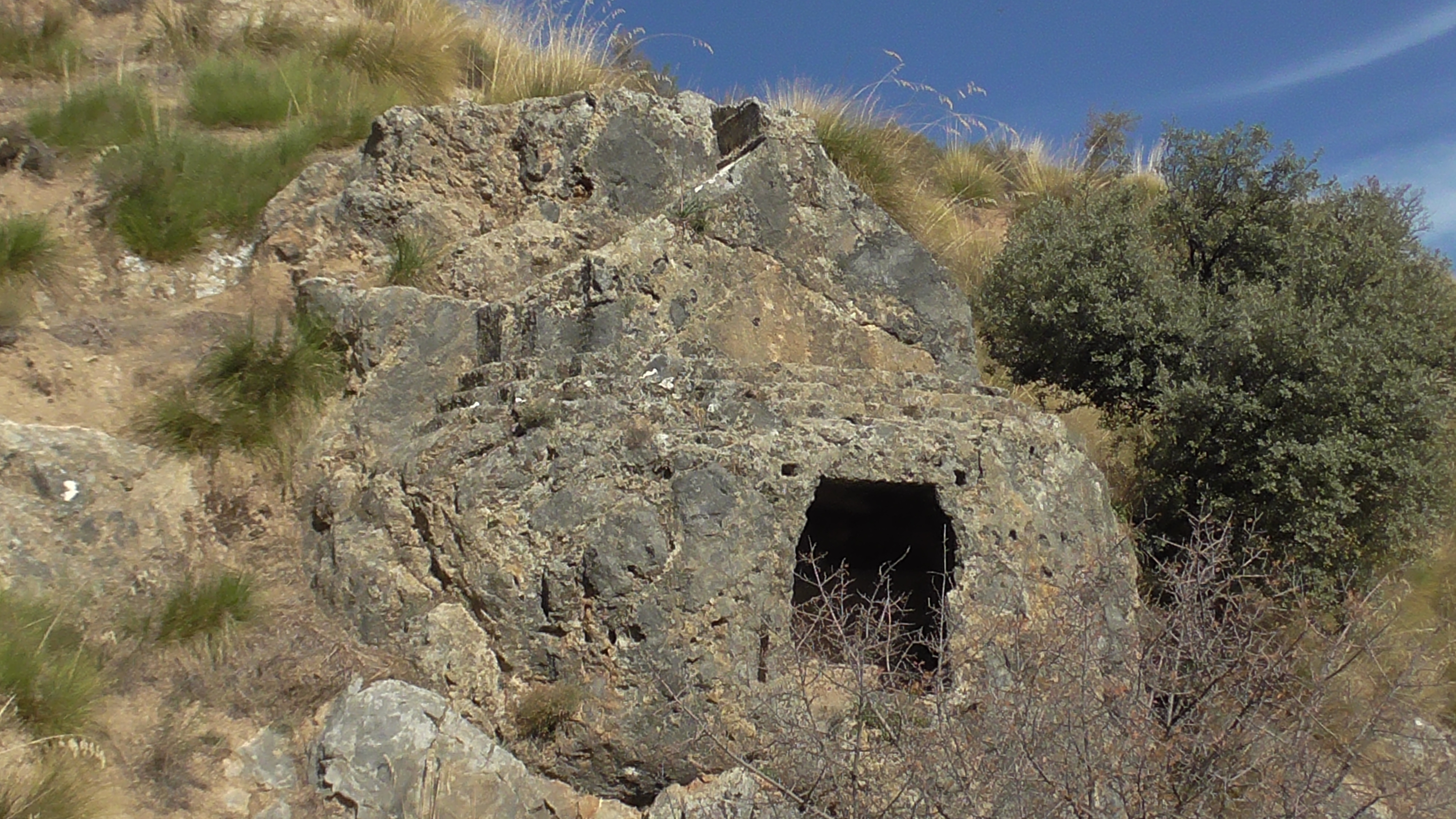
مغارة أقريون
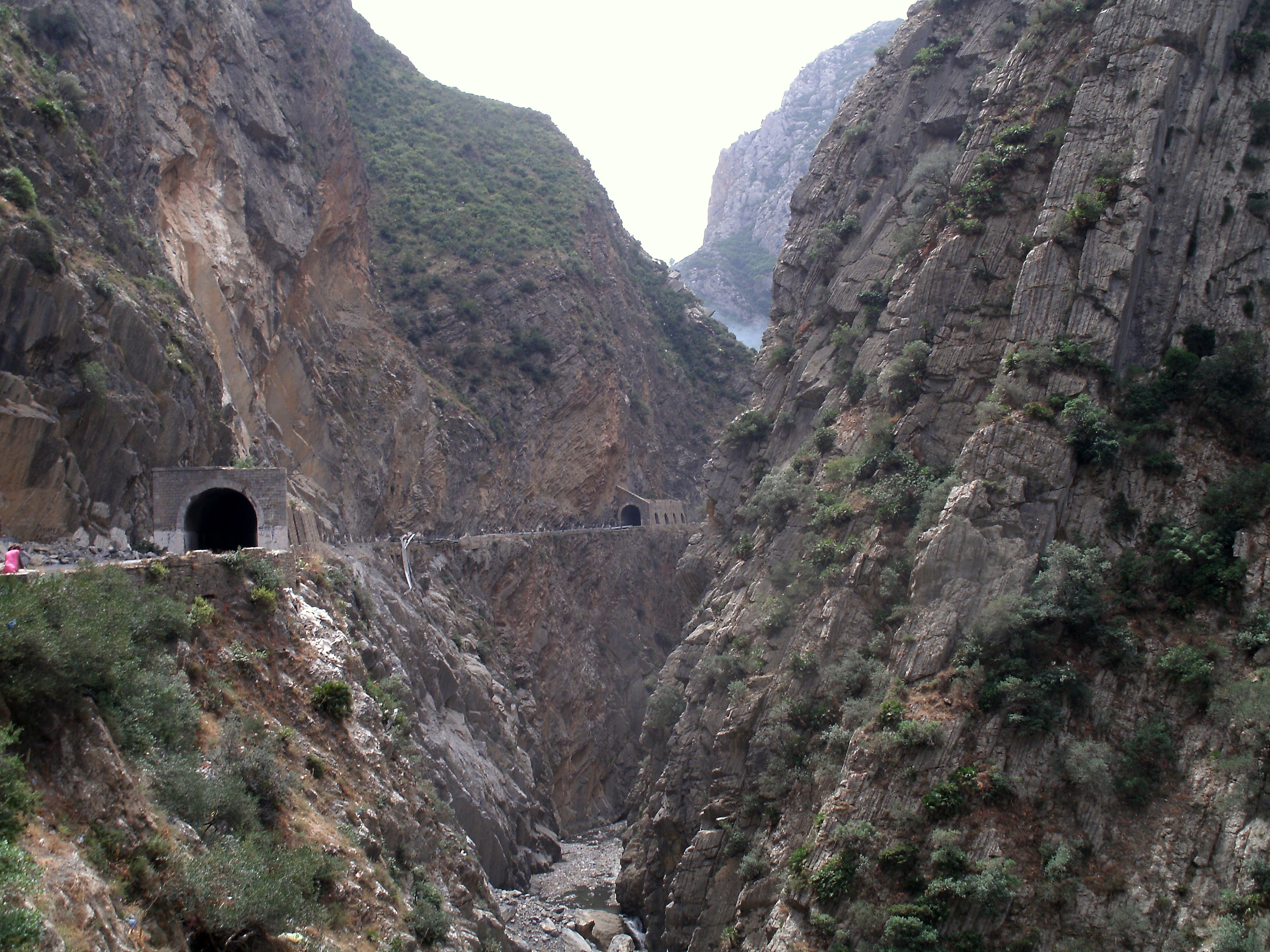
أخدود خراطة [الفرنسية]
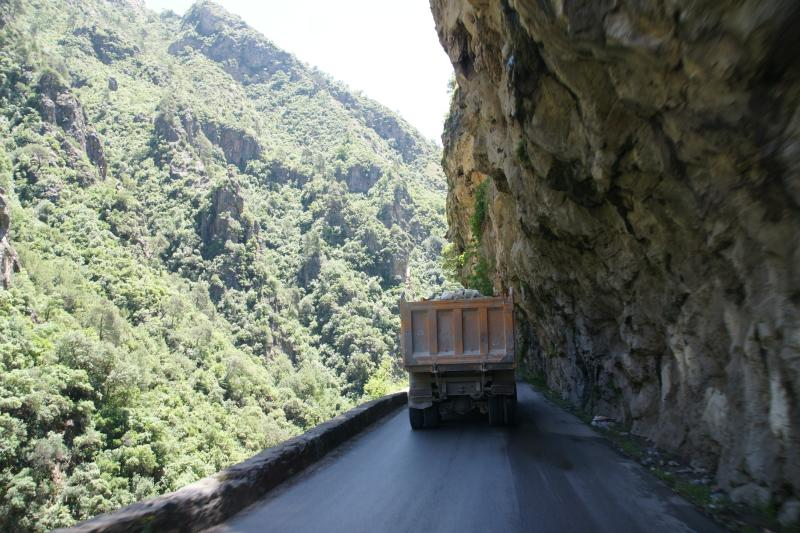
أخدود خراطة [الفرنسية]
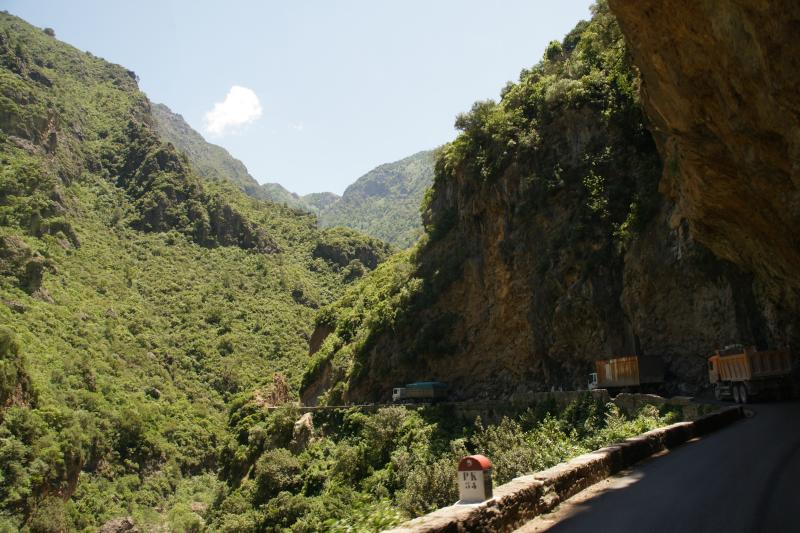
أخدود خراطة [الفرنسية]
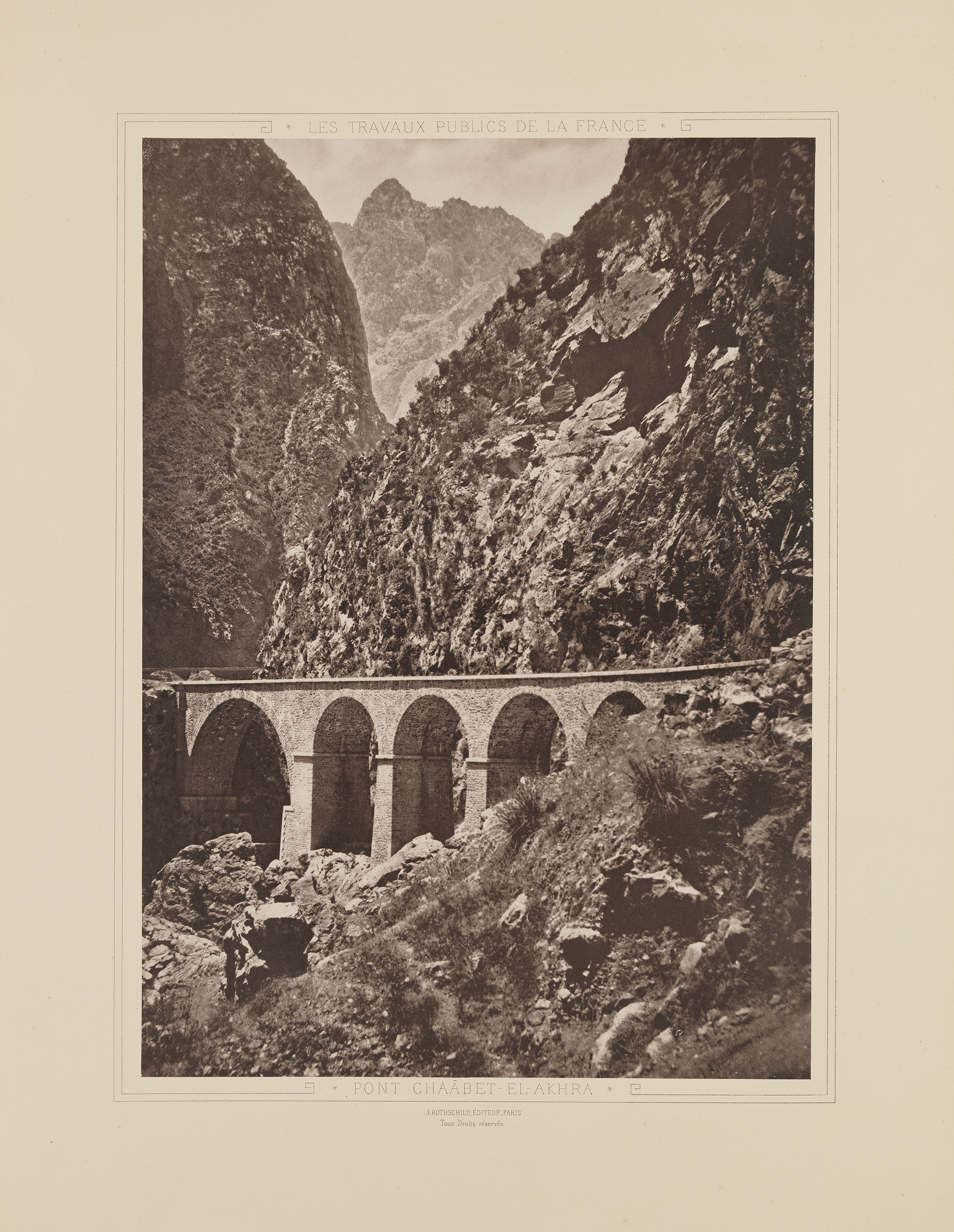
أخدود خراطة [الفرنسية]

### مواضيع ذات صلة
- وزارة الموارد المائية الجزائرية
- قائمة سدود الجزائر
- قائمة وديان الجزائر
- المجاري المائية في الجزائر
- مشكل المياه في الجزائر
- ولاية بجاية
- دائرة خراطة
- بلدية خراطة
- بلدية ذراع القايد
- مضيق خراطة [الفرنسية]
- وادي أقريون

### فيديوهات
- تصوير جوي لسد إيغيل أمدة على يوتيوب
- سطح مياه سد إيغيل أمدة على يوتيوب
- مضيق خراطة قرب سد إيغيل أمدة على يوتيوب
- مضيق خراطة قرب سد إيغيل أمدة على يوتيوب
- صور من خراطة قرب سد إيغيل أمدة على يوتيوب
- قردة مضيق خراطة قرب سد إيغيل أمدة على يوتيوب

### وصلات خارجية
- الموقع الرسمي لوزارة الموارد المائية الجزائرية نسخة محفوظة 15 أغسطس 2018 على موقع واي باك مشين.